# Power Plant
Power Plant es el sexto álbum de la banda alemana de power metal, Gamma Ray.
Es el primer disco de la banda en el que los miembros de un disco son los mismos del siguiente, con Kai Hansen en la guitarra y la voz, Henjo Richter en la guitarra, Dirk Schlächter en el bajo y Dan Zimmermann en la batería.
La portada del disco fue creada por Derek Riggs, ex dibujante de Iron Maiden y creador de Eddie.

## Listado de canciones
1. "Anywhere in the Galaxy" (Hansen) – 6:37
2. "Razorblade Sigh" (Hansen) – 5:01
3. "Send Me a Sign" (Richter) – 4:07
4. "Strangers In The Night" (L:Hansen/Zimmermann M:Zimmermann) – 6:04
5. "Gardens of The Sinner" (Zimmermann/Hansen) – 5:57
6. "Short as Hell" (Hansen) – 3:57
7. "It's a Sin" (Lowe, Tennant) – 4:58 (Pet Shop Boys cover)
8. "Heavy Metal Universe" (Hansen) – 5:25
9. "Wings of Destiny" (Richter) – 6:26
10. "Hand of Fate" (L:Hansen/Schlächter M:Schlächter) – 6:12
11. "Armageddon" (Hansen) – 8:48

### Bonus Tracks Japonés
1. "Long Live Rock 'n' Roll" (Blackmore/Dio) - 3:46 (Rainbow cover)

#### Bonus Tracks de la Reedición 2003
1. "A While in Dreamland" (Hansen/Schlächter) - 4:16
2. "Rich and Famous" (Hansen) - 4:53
3. "Long Live Rock 'n' Roll" (Blackmore/Dio) - 3:46 (Rainbow cover)

## Músicos
- Kai Hansen - voces, guitarra
- Henjo Richter - guitarras, Teclado
- Dirk Schlächter - bajo
- Dan Zimmermann - Batería